# Antonio Puerta
Antonio José Puerta Pérez (* 26. November 1984 in Sevilla; † 28. August 2007 ebenda) war ein spanischer Fußballspieler, der bis zu seinem Tod beim FC Sevilla in der spanischen Primera División unter Vertrag stand.

## Karriere
Puerta spielte während seiner kompletten Karriere für den spanischen Erstligisten FC Sevilla. Sein Debüt in der ersten Mannschaft gab er im März 2004 in einem Ligaspiel gegen den FC Málaga. In der Spielzeit 2005/06 avancierte er zum Stammspieler. Im Halbfinale des UEFA-Pokals traf er gegen den FC Schalke 04 und trug somit wesentlich zum UEFA-Cup-Sieg bei. Auch 2007 kam er mit Sevilla in das UEFA-Cup Finale und verwandelte dort im Elfmeterschießen den letzten Elfmeter. Wegen seiner internationalen Erfolge interessierten sich Manchester United und Arsenal London für den Mittelfeldspieler. Zu einem Wechsel kam es aber nicht.
Sein einziges Länderspiel für Spanien absolvierte er als Einwechselspieler gegen Schweden am 7. Oktober 2006.

## Tod
Im ersten Saisonspiel der Spielzeit 2007/08 am 25. August 2007 gegen den FC Getafe kollabierte Puerta in der 31. Minute. Nach seiner Auswechslung brach er in der Kabine erneut zusammen und erlitt einen Herz-Kreislauf-Stillstand. Die Ärzte mussten ihn insgesamt fünfmal wiederbeleben und brachten ihn später ins Krankenhaus, auf dessen Intensivstation er künstlich beatmet wurde. Drei Tage nach dem Spiel verschlechterte sich sein Zustand. Er starb am 28. August gegen 15:45 Uhr.
Puerta hinterließ seine schwangere Lebensgefährtin, die im Oktober 2007 den gemeinsamen Sohn zur Welt brachte.
Der behandelnde Arzt Francisco Murillo berichtete, dass Puerta mehrfaches Organversagen in Verbindung mit einer irreversiblen Schädigung des Gehirns als Folge des mehrfachen längeren Herzstillstandes erlitten hatte. Ursache hierfür sei eine unheilbare, erblich bedingte Herzkrankheit, bekannt als Arrhythmogene Rechtsventrikuläre Kardiomyopathie.

## Erinnerung
Zur Siegerehrung der EM 2008, WM 2010 und EM 2012 trug Sergio Ramos ein T-Shirt mit der Aufschrift „Siempre con nosotros“ („Immer bei uns“), mit dem er an Antonio Puerta erinnerte.

## Erfolge
- UEFA-Cup-Sieger: 2006, 2007
- UEFA-Super-Cup-Sieger: 2006
- Spanischer Pokalsieger: 2007
- Spanischer Supercupsieger: 2007